# 中国労働金庫
中国労働金庫（ちゅうごくろうどうきんこ、略称：中国ろうきん（ちゅうごくろうきん）、英語：Chugoku Labour Bank）は、広島県広島市南区に本店を置く労働金庫である。

## 概要
鳥取県、島根県、岡山県、広島県、山口県、香川県香川郡直島町を営業エリアとする。
中国労金へ統合・合併される前の岡山労働金庫は、1950年（昭和25年）6月に、全国で最初に設立された労働金庫である。
大田、因島、柳井の3拠点は、関連企業の中国労金サービスが手掛ける労金代理店となっており、口座は、母店となる別の拠点に開設される。なお、労働金庫の業態で、法人が代理店を手掛けたのは当労金が初である。

## 沿革
- 2003年（平成15年）10月 - 山陰・岡山・広島県・山口県の各労働金庫が合併し中国労働金庫発足する。
- 2007年（平成19年）6月1日 - 中国労働金庫インターネット中国支店を開設。これに伴い、店舗の一部が基幹店に統合されることになった。
- 2014年（平成26年）3月 - 新築した本店ビルでの業務を開始。